# Marulanda

Localização de Marulanda no departamento de Caldas.

Marulanda é um município localizado no departamento colombiano de Caldas.